# Hoffstadt

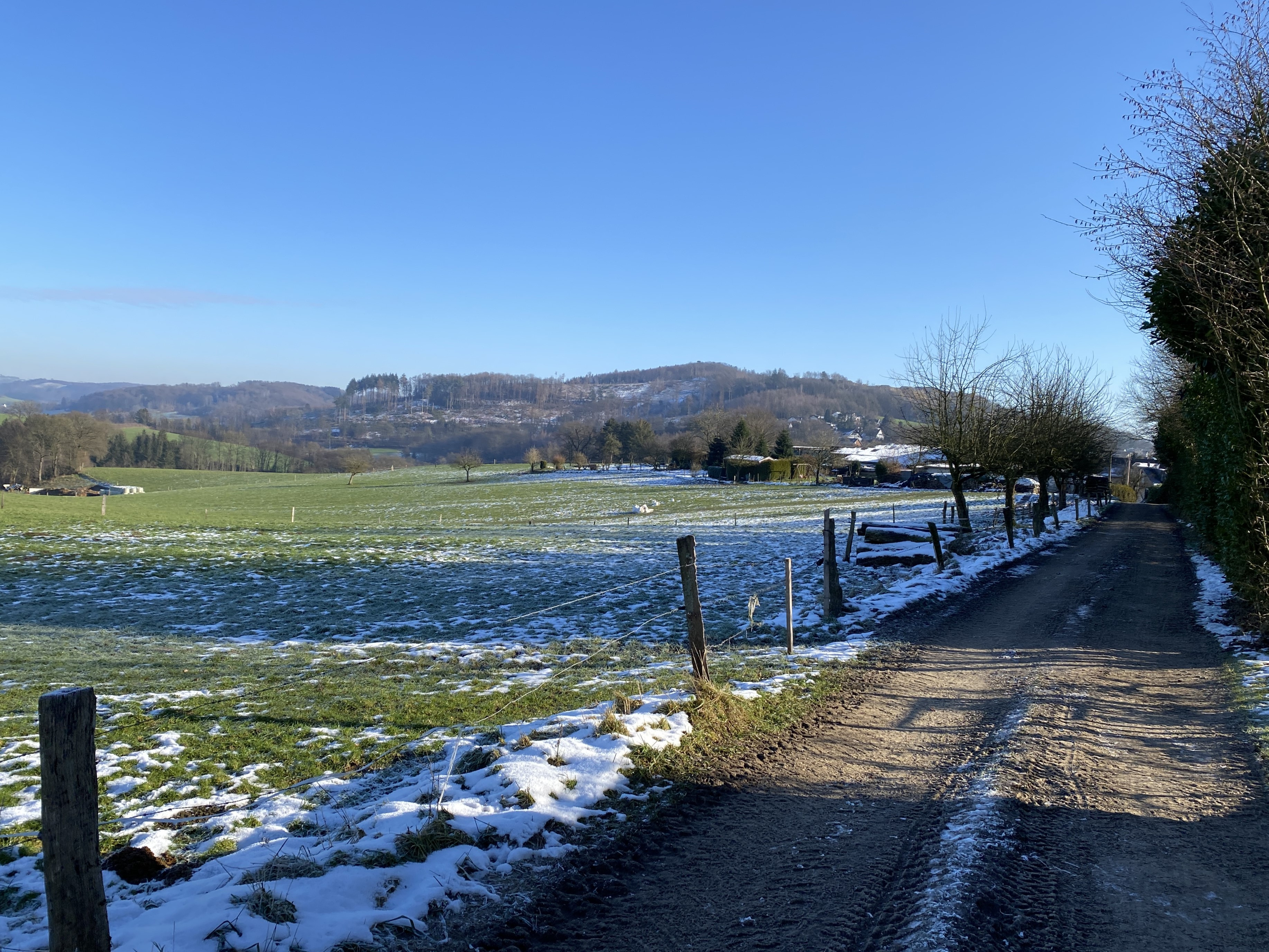
Landschaftskulisse – Wanderweg Hoffstadt – Oberbreidenbach

Hoffstadt ist ein Ortsteil der Gemeinde Lindlar, Oberbergischen Kreis im Regierungsbezirk Köln in Nordrhein-Westfalen (Deutschland).

## Lage und Beschreibung
Hoffstadt liegt im Nordwesten von Lindlar im Tal der Lindlarer Sülz. Nachbarorte sind Oberbreidenbach, Helle, der Hauptort Lindlar und Schätzmühle.

## Geschichte
1487 wurde der Ort das erste Mal urkundlich mit der Ortsbezeichnung Hoeffstat erwähnt.
Die Topographia Ducatus Montani des Erich Philipp Ploennies, Blatt Amt Steinbach, belegt, dass der Wohnplatz bereits 1715 als Dorf ohne Kirche bezeichnet und als Horfradt beschriftet ist. Carl Friedrich von Wiebeking benennt die Hofschaft auf seiner Charte des Herzogthums Berg 1789 als Hofstade. Aus ihr geht hervor, dass der Ort zu dieser Zeit Teil der Honschaft Breidenbach im Kirchspiel Lindlar war.
Der Ort ist auf der Topographischen Aufnahme der Rheinlande von 1825 als Harfstadt verzeichnet. Die Preußische Uraufnahme von 1840 zeigt den Wohnplatz unter dem Namen Auf der Hofstadt. Ab der Preußischen Neuaufnahme von 1894/96 ist der Ort auf Messtischblättern regelmäßig als Hoffstadt verzeichnet.
1822 lebten 72 Menschen im als Hof kategorisierten und Hofstadt bezeichneten Ort, der nach dem Zusammenbruch der napoleonischen Administration und deren Ablösung zur Bürgermeisterei Lindlar im Kreis Wipperfürth gehörte. Für das Jahr 1830 werden für den als Hofstadt bezeichneten Ort 79 Einwohner angegeben. Der 1845 laut der Uebersicht des Regierungs-Bezirks Cöln als Weiler kategorisierte Ort besaß zu dieser Zeit sechs Wohngebäude mit 57 Einwohnern, alle katholischen Bekenntnisses.
Die Gemeinde- und Gutbezirksstatistik der Rheinprovinz führt Hoffstadt 1871 mit neun Wohnhäusern und 50 Einwohnern auf. Im Gemeindelexikon für die Provinz Rheinland von 1888 werden für Hoffstadt elf Wohnhäuser mit 56 Einwohnern angegeben. 1895 besitzt der Ort zehn Wohnhäuser mit 45 Einwohnern, 1905 werden zehn Wohnhäuser und 28 Einwohner angegeben.

## Wanderwege
Durch den Ort führt der Wanderweg (Zeichen: Quadrat) zwischen Unterheiligenhoven und Ommerborn.